# 黔嬴
黔嬴，又稱黔雷，為中國傳說中的造化神。屈原的《遠遊》寫道：“如黔嬴而見之兮，為餘先乎車路。”東漢王逸認為這是“問造化之神以得失。”西漢司馬相如曾作《大人賦》，說：“左玄冥而右黔雷兮，前長離而後矞皇。”，三國時經學家王揖指出：“黔雷，黔嬴也，天上造化神名也。”